# Rakovi
Rakovi (lat. Crustacea) su razred člankonožaca, većinom morskih i slatkovodnih životinja, samo manji broj vrsta živi na kopnu.
Različite su veličine, od mikroskopski sitnih (promjera oko 0,1 mm) do golemih, npr. japanskoj golemoj rakovici (Macrocheira kaempferi) su noge dulje od 1,5 m.
Predstavljaju skupinu od preko 67.000 poznatih i opisanih vrsta životinja.

## Građa tijela
Tijelo im je člankovito, izgrađeno od većeg broja kolutića, među kojima se razlikuju kolutići glave, prsa i zatka. Od ostalih se člankonožaca razlikuju po tome što dišu škrgama. Najčešće imaju dva para ticala koja služe kao osjetilni organi, ali i za kretanje i pridržavanje.
U škrgonožaca (Branchiopoda) i tankoljuskara (Leptostraca) tijelo se sastoji od triju dijelova: 
- glave,
- prsiju i
- zatka.

U ostalih je skupina glava srasla s prsnim segmentima u glavopršnjak. Trbušni segmenti su odijeljeni te svaki, osim posljednjega, nosi par nogu. U nametničkih oblika noge su zakržljale, prvi i drugi par pretvoreni su u ticala i služe kao osjetila za opip i miris. U pričvršćenih (sesilnih) vrsta prva dva para nogu pretvorena su u organ za pričvršćivanje, a ostala tri para ekstremiteta na glavi služe za prihvaćanje i drobljenje hrane.
Tijelo rakova je zaštićeno hitinskim oklopom koji, očvrsnut kalcijevim karbonatom i fosfatom, čini jak vanjski kostur (egzoskelet). Oklop prilikom presvlačenja rakovi odbacuju i zamjenjuju novim.
Rakovi, osobito kopneni, imaju veliku moć regeneracije izgubljenih dijelova, a u viših rakova postoji mogućnost samoosakaćivanja npr. odbacivanja nogu ako su za njih uhvaćeni.
Duljina života u rakova je različita, od nekoliko mjeseci do više od 50 godina (jastog).

## Prehrana
Rakovi se hrane sitnim životinjama ili životinjskim ostatcima u raspadanju (čistači vode), neki se hrane i biljem.

## Razvoj
Osim nekoliko izuzetaka rađanja živih mladunaca, rakovi se legu iz jaja. Većinom zaštićuju potomstvo; ženka nosi oplođena jaja na trbušnim nožicama. Vrlo su plodni: ženka jastoga ispusti do 9 000 jaja, a neke vrste i do 2 milijuna. Iz jajeta se razvije ličinka nauplij, a iz nje naprednija ličinka zoea. Presvlačenjem ličinka mijenja oblik i približava se obliku odrasla raka.

## Sistematika
Po jednoj zastarjeloj podjeli dijelili su se u dvije skupine: 
- niži raci (Entomostraca) i
- viši raci (Malacostraca).

Zajedničko je obilježje viših rakova jednak broj segmenata.
Takozvani niži rakovi, su podijeljeni u : 
- današnji razred listonošci (Branchiopoda: Phylopoda i Sarsostraca),
- današnji razred dvoljušturci (Ostracoda),
- današnji podrazred veslonošci (Copepoda); pripada razedu Maxillopoda
- današnji podrazred škrgorepci (Branchiura); pripada razedu Maxillopoda
- današnji infrarazred vitičari (Cirripedia).[1] Pripada u razred Maxillopoda

Rakovi, subphylum se danas dijele na:
- A classis Branchiopoda Latreille, 1817 - škrgonošci
  - subclassis Calmanostraca Tasch, 1969
    - ordo Notostraca Sars, 1867
      - familia Triopsidae Keilhack, 1909

  - subclassis  Diplostraca Gerstaecker, 1866
    - Infraclassis Cladoceromorpha Ax, 1999
      - Superordo Cladocera Latreille, 1829
        - Ordo Anomopoda Sars, 1865
          - Familia Bosminidae Baird, 1845
          - Familia Chydoridae Dybowski & Grochowski, 1894 emend. Frey, 1967
          - Familia Daphniidae Straus, 1820
          - Familia Eurycercidae
          - Familia Ilyocryptidae Smirnov, 1971
          - Familia Macrothricidae Norman & Brady, 1867
          - Familia Moinidae Goulden, 1968

        - Ordo Ctenopoda Sars, 1865
          - Familia Holopediidae G.O. Sars, 1865
          - Familia Pseudopenilidae Korovchinsky & Sergeeva, 2008
          - Familia Sididae Baird, 1850

        - Ordo Haplopoda Sars, 1865
          - Familia Leptodoridae Lilljeborg, 1861

        - Ordo Onychopoda Sars, 1865
          - Familia Cercopagididae Mordukhai-Boltovskoi, 1968
          - Familia Podonidae Mordukhai-Boltovskoi, 1968
          - Familia Polyphemidae Baird, 1845

      - Ordo Cyclestherida Sars G.O., 1899
        - Family Cyclestheriidae Sars G.O., 1899

    - Ordo Laevicaudata Linder, 1945
      - Familia Lynceidae

    - Ordo Spinicaudata Linder, 1945
      - Familia Cyzicidae Stebbing, 1910

  - subclassis Sarsostraca Tasch, 1969
    - Ordo Anostraca Sars, 1867
      - Familia Artemiidae Grochowski, 1896
      - Familia Branchinectidae Daday, 1910 (sensu Rogers & Coronel, 2011)
      - Familia Branchiopodidae Baird, 1852
      - Familia Chirocephalidae Daday, 1910
      - Familia Parartemiidae Daday, 1910 (sensu Weekers et al., 2002)
      - Familia Streptocephalidae Daday, 1910
      - Familia Tanymastigidae Brtek, 1972
      - Familia Thamnocephalidae Packard, 1883
- B Cephalocarida
  - Brachypoda Birshteyn, 1960
    - Familia Hutchinsoniellidae Sanders, 1955
- C Multicrustacea Regier, Shultz, Zwick, Hussey, Ball, Wetzer, Martin & Cunningham, 2010
  - classis Hexanauplia Oakley, Wolfe, Lindgren & Zaharof, 2013
    - Subclassis Copepoda Milne Edwards, 1840 - veslonošci
      - Infraclassis Copepoda incertae sedis
      - Infraclassis Neocopepoda Huys & Boxshall, 1991
        - Superordo Gymnoplea Giesbrecht, 1882
          - Ordo Calanoida Sars G. O., 1903
            - Familia Acartiidae Sars G.O., 1903
            - Familia Aetideidae Giesbrecht, 1892
            - Familia Arctokonstantinidae Markhaseva & Kosobokova, 2001
            - Familia Arietellidae Sars G.O., 1902
            - Familia Augaptilidae Sars G.O., 1905
            - Familia Bathypontiidae Brodsky, 1950
            - Familia Calanidae Dana, 1849
            - Familia Candaciidae Giesbrecht, 1893
            - Familia Centropagidae Giesbrecht, 1893
            - Familia Clausocalanidae Giesbrecht, 1893
            - Familia Diaixidae Sars G.O., 1902
            - Familia Diaptomidae Baird, 1850
            - Familia Discoidae Gordejeva, 1975
            - Familia Epacteriscidae Fosshagen, 1973
            - Familia Eucalanidae Giesbrecht, 1893
            - Familia Euchaetidae Giesbrecht, 1893
            - Familia Fosshageniidae Suárez-Morales & Iliffe, 1996
            - Familia Heterorhabdidae Sars G.O., 1902
            - Familia Hyperbionycidae Ohtsuka, Roe & Boxshall, 1993
            - Familia Kyphocalanidae Markhaseva & Schulz, 2009
            - Familia Lucicutiidae Sars G.O., 1902
            - Familia Megacalanidae Sewell, 1947
            - Familia Mesaiokeratidae Matthews, 1961
            - Familia Metridinidae Sars G.O., 1902
            - Familia Nullosetigeridae Soh, Ohtsuka, Imabayashi & Suh, 1999
            - Familia Paracalanidae Giesbrecht, 1893
            - Familia Parapontellidae Giesbrecht, 1893
            - Familia Parkiidae Ferrari & Markaseva, 1996
            - Familia Phaennidae Sars G.O., 1902
            - Familia Pontellidae Dana, 1852
            - Familia Pseudocyclopidae Giesbrecht, 1893
            - Familia Pseudocyclopiidae Sars G.O., 1902
            - Familia Pseudodiaptomidae Sars G.O., 1902
            - Familia Rhincalanidae Geletin, 1976
            - Familia Rostrocalanidae Markhaseva, Schulz & Martínez Arbizu, 2009
            - Familia Ryocalanidae Andronov, 1974
            - Familia Scolecitrichidae Giesbrecht, 1893
            - Familia Spinocalanidae Vervoort, 1951
            - Familia Stephidae Sars G.O., 1902
            - Familia Subeucalanidae Giesbrecht, 1893
            - Familia Sulcanidae Nicholls, 1945
            - Familia Temoridae Giesbrecht, 1893
            - Familia Tharybidae Sars G.O., 1902
            - Familia Tortanidae Sars G.O., 1902

        - Superordo Podoplea Giesbrecht, 1882
          - Ordo Canuelloida Khodami, Vaun MacArthur, Blanco-Bercial & Martinez Arbizu, 2017
            - Familia Canuellidae Lang, 1944
            - Familia Longipediidae Boeck, 1865

          - Ordo Cyclopoida Burmeister, 1834
            - Familia Archinotodelphyidae Lang, 1949
            - Familia Ascidicolidae Thorell, 1859
            - Familia Botryllophilidae Sars G.O., 1921
            - Familia Buproridae Thorell, 1859
            - Familia Chitonophilidae Avdeev & Sirenko, 1991
            - Familia Chordeumiidae Boxshall, 1988
            - Familia Cucumaricolidae Bouligand & Delamare-Deboutteville, 1959
            - Familia Cyclopettidae Martínez Arbizu, 2000
            - Familia Cyclopicinidae Khodami, Vaun MacArthur, Blanco-Bercial & Martinez Arbizu, 2017
            - Familia Cyclopidae Rafinesque, 1815
            - Familia Cyclopinidae Sars G.O., 1913
            - Familia Cyclopoida incertae sedis
            - Familia Enterognathidae Illg & Dudley, 1980
            - Familia Enteropsidae Thorell, 1859
            - Familia Fratiidae Ho, Conradi & López-González, 1998
            - Familia Giselinidae Martínez Arbizu, 2000
            - Familia Hemicyclopinidae Martínez Arbizu, 2001
            - Familia Lernaeidae Cobbold, 1879
            - Familia Mantridae Leigh-Sharpe, 1934
            - Familia Micrallectidae Huys, 2001
            - Familia Notodelphyidae Dana, 1853
            - Familia Oithonidae Dana, 1853
            - Familia Ozmanidae Ho & Thatcher, 1989
            - Familia Psammocyclopinidae Martínez Arbizu, 2001
            - Familia Pterinopsyllidae Sars G.O., 1913
            - Familia Schminkepinellidae Martínez Arbizu, 2006
            - Familia Smirnovipinidae Khodami, Vaun MacArthur, Blanco-Bercial & Martinez Arbizu, 2017
            - Familia Speleoithonidae Rocha & Iliffe, 1991
            - Familia Thaumatopsyllidae Sars G.O., 1913

          - Ordo Gelyelloida Huys, 1988
            - Familia Gelyellidae Huys, 1988

          - Ordo Harpacticoida Sars M., 1903
            - Familia Adenopleurellidae Huys, 1990
            - Familia Aegisthidae Giesbrecht, 1893
            - Familia Ameiridae Boeck, 1865
            - Familia Ancorabolidae Sars G.O., 1909
            - Familia Arenopontiidae Martínez Arbizu & Moura, 1994
            - Familia Argestidae Por, 1986
            - Familia Balaenophilidae Sars G.O., 1910
            - Familia Canthocamptidae Brady, 1880
            - Familia Chappuisiidae Chappuis, 1940
            - Familia Cletodidae Scott T., 1904
            - Familia Cletopsyllidae Huys & Willems, 1989
            - Familia Cristacoxidae Huys, 1990
            - Familia Cylindropsyllidae Sars G.O., 1909
            - Familia Dactylopusiidae Lang, 1936
            - Familia Darcythompsoniidae Lang, 1936
            - Familia Ectinosomatidae Sars G.O., 1903
            - Familia Hamondiidae Huys, 1990
            - Familia Harpacticidae Dana, 1846
            - Familia Heteropsyllidae Kornev & Chertoprud, 2008
            - Familia Idyanthidae Lang, 1948
            - Familia Laophontidae Scott T., 1904
            - Familia Laophontopsidae Huys & Willems, 1989
            - Familia Latiremidae Bozic, 1969
            - Familia Leptastacidae Lang, 1948
            - Familia Leptopontiidae Lang, 1948
            - Familia Louriniidae Monard, 1927
            - Familia Metidae Boeck, 1873
            - Familia Miraciidae Dana, 1846
            - Familia Nannopodidae Brady, 1880
            - Familia Neobradyidae Olofsson, 1917
            - Familia Normanellidae Lang, 1944
            - Familia Novocriniidae Huys & Iliffe, 1998
            - Familia Orthopsyllidae Huys, 1990
            - Familia Parameiropsidae Corgosinho & Martínez Arbizu, 2010
            - Familia Paramesochridae Lang, 1944
            - Familia Parastenheliidae Lang, 1936
            - Familia Parastenocarididae Chappuis, 1940
            - Familia Peltidiidae Claus, 1860
            - Familia Phyllognathopodidae Gurney, 1932
            - Familia Pontostratiotidae Scott, A., 1909
            - Familia Porcellidiidae Boeck, 1865
            - Familia Protolatiremidae Bozic, 1969
            - Familia Pseudotachidiidae Lang, 1936
            - Familia Rhizotrichidae Por, 1986
            - Familia Rometidae Seifried & Schminke, 2003
            - Familia Rotundiclipeidae Huys, 1988
            - Familia Superornatiremidae Huys, 1996
            - Familia Tachidiidae Sars G.O., 1909
            - Familia Tegastidae Sars G.O., 1904
            - Familia Tetragonicipitidae Lang, 1944
            - Familia Thalestridae Sars G.O., 1905
            - Familia Thompsonulidae Lang, 1944
            - Familia Tisbidae Stebbing, 1910
            - Familia Zosimeidae Seifried, 2003

          - Ordo Misophrioida Gurney, 1933
            - Familia Misophriidae Brady, 1878
            - Familia Palpophriidae Boxshall & Jaume, 2000
            - Familia Speleophriidae Boxshall & Jaume, 2000

          - Ordo Monstrilloida Sars G.O., 1901
            - Familia Monstrillidae Dana, 1849

          - Ordo Mormonilloida Boxshall, 1979
            - Family Mormonillidae Giesbrecht, 1893

          - Ordo Siphonostomatoida Thorell, 1859
            - Familia Archidactylinidae Izawa, 1996
            - Familia Artotrogidae Brady, 1880
            - Familia Asterocheridae Giesbrecht, 1899
            - Familia Brychiopontiidae Humes, 1974
            - Familia Caligidae Burmeister, 1835
            - Familia Calverocheridae Stock, 1968
            - Familia Cancerillidae Giesbrecht, 1897
            - Familia Codobidae Boxshall & Ohtsuka, 2001
            - Familia Coralliomyzontidae Humes & Stock, 1991
            - Familia Dichelesthiidae Milne Edwards, 1840
            - Familia Dichelinidae Boxshall & Ohtsuka, 2001
            - Familia Dinopontiidae Murnane, 1967
            - Familia Dirivultidae Humes & Dojiri, 1980
            - Familia Dissonidae Kurtz, 1924
            - Familia Ecbathyriontidae Humes, 1987
            - Familia Entomolepididae Brady, 1899
            - Familia Eudactylinidae Wilson C.B., 1932
            - Familia Hatschekiidae Kabata, 1979
            - Familia Hyponeoidae Heegaard, 1962
            - Familia Kroyeriidae Kabata, 1979
            - Familia Lernaeopodidae Milne Edwards, 1840
            - Familia Lernanthropidae Kabata, 1979
            - Familia Megapontiidae Heptner, 1968
            - Familia Micropontiidae Gooding, 1957
            - Familia Nanaspididae Humes & Cressey, 1959
            - Familia Nicothoidae Dana, 1852
            - Familia Pandaridae Milne Edwards, 1840
            - Familia Pennellidae Burmeister, 1835
            - Familia Pontoeciellidae Giesbrecht, 1895
            - Familia Pseudocycnidae Wilson C.B., 1922
            - Familia Pseudohatschekiidae Tang, Izawa, Uyeno & Nagasawa, 2010
            - Familia Rataniidae Giesbrecht, 1897
            - Familia Scottomyzontidae Ivanenko, Ferrari & Smurov, 2001
            - Familia Siphonostomatoida incertae sedis
            - Familia Sphyriidae Wilson C.B., 1919
            - Familia Sponginticolidae Topsent, 1928
            - Familia Spongiocnizontidae Stock & Kleeton, 1964
            - Familia Stellicomitidae Humes & Cressey, 1958
            - Familia Tanypleuridae Kabata, 1969
            - Familia Trebiidae Wilson C.B., 1905

      - Infraclassis Progymnoplea Lang, 1948
        - Order Platycopioida Fosshagen, 1985
          - Familia Platycopiidae Sars G.O., 1911

    - Subclassis Tantulocarida Boxshall & Lincoln, 1983
      - Familia Basipodellidae Boxshall & Lincoln, 1983
      - Familia Cumoniscidae Nierstrasz & Brender à Brandis, 1923
      - Familia Doryphallophoridae Huys, 1991
      - Familia Microdajidae Boxshall & Lincoln, 1987
      - Familia Onceroxenidae Huys, 1991

    - Subclassis Thecostraca Gruvel, 1905
      - Infraclassis Ascothoracida Lacaze-Duthiers, 1880
        - Ordo Dendrogastrida Grygier, 1987
          - Familia Ascothoracidae Grygier, 1987
          - Familia Ctenosculidae Thiele, 1925
          - Familia Dendrogastridae Gruvel, 1905

        - Ordo Laurida Grygier, 1987
          - Familia Lauridae Gruvel, 1905
          - Familia Petrarcidae Gruvel, 1905
          - Familia Synagogidae Gruvel, 1905

      - Infraclassis Cirripedia Burmeister, 1834 - vitičari
        - Superordo Acrothoracica Gruvel, 1905
          - Ordo Cryptophialida Kolbasov, Newman & Hoeg, 2009
            - Family Cryptophialidae Gerstaecker, 1866

          - Ordo Lithoglyptida Kolbasov, Newman & Hoeg, 2009
            - Familia Lithoglyptidae Aurivillius, 1892
            - Familia Trypetesidae Stebbing, 1910

        - Superordo Rhizocephala Müller, 1862
          - Ordo Akentrogonida Häfele, 1911
            - Familia Akentrogonida incertae sedis
            - Familia Chthamalophilidae Bocquet-Védrine, 1961
            - Familia Clistosaccidae Boschma, 1928
            - Familia Duplorbidae Høeg & Rybakov, 1992
            - Familia Mycetomorphidae Høeg & Rybakov, 1992
            - Familia Polysaccidae Lützen & Takahashi, 1996
            - Familia Thompsoniidae Høeg & Rybakov, 1992

          - Ordo Kentrogonida Delage, 1884
            - Familia Lernaeodiscidae Boschma, 1928
            - Familia Parthenopeidae Rybakov & Høeg, 2013
            - Familia Peltogastridae Lilljeborg, 1861
            - Familia Sacculinidae Lilljeborg, 1861

        - Superordo Thoracica Darwin, 1854
          - Ordo Cyprilepadiformes Buckeridge & Newman, 2006
            - Familia Cyprilepadidae Newman, Zullo & Withers, 1969 †

          - Ordo Ibliformes Buckeridge & Newman, 2006
            - Subordo Iblomorpha Newman, 1987
              - Familia Iblidae Leach, 1825
              - Familia Idioiblidae Buckeridge & Newman, 2006

          - Ordo Lepadiformes Buckeridge & Newman, 2006
            - Subordo Heteralepadomorpha Newman, 1987
              - Familia Anelasmatidae Gruvel, 1905
              - Familia Heteralepadidae Nilsson-Cantell, 1921
              - Familia Koleolepadidae Hiro, 1933
              - Familia Malacolepadidae Hiro, 1937
              - Familia Microlepadidae Hoek, 1907
              - Familia Priscansermarinidae Newman, 2004 †
              - Familia Rhizolepadidae Zevina, 1980

            - Subordo Lepadomorpha Pilsbry, 1916
              - Familia Lepadidae Darwin, 1852
              - Familia Oxynaspididae
              - Familia Poecilasmatidae Annandale, 1909

            - Subordo Praelepadomorpha Newman, 1987
              - Infraordo Praelepadidae †
                - Superfamilia Praelepas Chernyshev, 1930 †

          - Ordo Scalpelliformes Buckeridge & Newman, 2006
            - Familia Calanticidae Zevina, 1978
            - Familia Eolepadidae Buckeridge, 1983
            - Familia Lithotryidae Gruvel, 1905
            - Familia Pollicipedidae Leach, 1817
            - Familia Probathylepadidae Ren & Sha, 2015
            - Familia Scalpellidae Pilsbry, 1907
            - Familia Stramentidae Withers, 1920 †
            - Familia Zeugmatolepadidae Newman, 2004 †

          - Ordo Sessilia Lamarck, 1818
            - Subordo Balanomorpha Pilsbry, 1916
              - Superfamilia Balanoidea Leach, 1817
                - Familia Archaeobalanidae Newman & Ross, 1976
                - Familia Balanidae Leach, 1817
                - Familia Pyrgomatidae Gray, 1825

              - Superfamilia Chionelasmatoidea Buckeridge, 1983
                - Familia Chionelasmatidae Buckeridge, 1983
                - Familia Waikalasmatidae Ross & Newman, 2001

              - Superfamilia Chthamaloidea Darwin, 1854
                - Familia Catophragmidae Utinomi, 1968
                - Familia Chthamalidae Darwin, 1854

              - Superfamilia Coronuloidea Leach, 1817
                - Familia Chelonibiidae Pilsbry, 1916
                - Familia Coronulidae Leach, 1817
                - Familia Platylepadidae Newman & Ross, 1976

              - Superfamilia Pachylasmatoidea Utinomi, 1968
                - Familia Pachylasmatidae Utinomi, 1968

              - Superfamilia Tetraclitoidea Gruvel, 1903
                - Familia Austrobalanidae Newman & Ross, 1976
                - Familia Bathylasmatidae Newman & Ross, 1971
                - Familia Tetraclitidae Gruvel, 1903

              - Subordo Brachylepadomorpha Withers, 1923
                - Familia Brachylepadidae Woodward, 1901 †
                - Familia Neobrachylepadidae Newman & Yamaguchi, 1995

          - Subordo Verrucomorpha Pilsbry, 1916
            - Familia Neoverrucidae Newman, 1989 in Hessler & Newman, 1989
            - Familia Proverrucidae Newman, 1989 in Hessler & Newman, 1989 †
            - Familia Verrucidae Darwin, 1854

      - Infraclassis Facetotecta Grygier, 1985

  - classis Malacostraca Latreille, 1802 - viši raci
    - Subclassis Eumalacostraca
      - Superordo Eucarida Calman, 1904
        - Ordo Decapoda Latreille, 1802
          - Subordo Dendrobranchiata Spence Bate, 1888
            - Superfamilia Penaeoidea Rafinesque, 1815
              - Familia Aristeidae Wood-Mason in Wood-Mason & Alcock, 1891
              - Familia Benthesicymidae Wood-Mason in Wood-Mason & Alcock, 1891
              - Familia Penaeidae Rafinesque, 1815
              - Familia Sicyoniidae Ortmann, 1898
              - Familia Solenoceridae Wood-Mason in Wood-Mason & Alcock, 1891

            - Superfamilia Sergestoidea Dana, 1852
              - Familia Luciferidae De Haan, 1849 [in De Haan, 1833-1850]
              - Familia Sergestidae Dana, 1852
              - Familia Sergestoidea incertae sedis

          - Subordo Pleocyemata Burkenroad, 1963
            - Infraordo Achelata Scholtz & Richter, 1995
              - Familia Palinuridae Latreille, 1802
              - Familia Scyllaridae Latreille, 1825

            - Infraordo Anomura MacLeay, 1838
              - Superfamilia Aegloidea Dana, 1852
                - Familia Aeglidae Dana, 1852

              - Superfamilia Chirostyloidea Ortmann, 1892
                - Familia Chirostylidae Ortmann, 1892
                - Familia Eumunididae A. Milne Edwards & Bouvier, 1900
                - Familia Kiwaidae Macpherson, Jones & Segonzac, 2005

              - Superfamilia Galatheoidea Samouelle, 1819
                - Familia Galatheidae Samouelle, 1819
                - Familia Munididae Ahyong, Baba, Macpherson & Poore, 2010
                - Familia Munidopsidae Ortmann, 1898
                - Familia Porcellanidae Haworth, 1825

              - Superfamilia Hippoidea Latreille, 1825
                - Familia Albuneidae Stimpson, 1858
                - Familia Blepharipodidae Boyko, 2002
                - Familia Hippidae Latreille, 1825

              - Superfamilia Lithodoidea Samouelle, 1819
                - Familia Hapalogastridae Brandt, 1850
                - Familia Lithodidae Samouelle, 1819

              - Superfamilia Lomisoidea Bouvier, 1895
                - Familia Lomisidae Bouvier, 1895

              - Superfamilia Paguroidea Latreille, 1802
                - Familia Coenobitidae Dana, 1851
                - Familia Diogenidae Ortmann, 1892
                - Familia Paguridae Latreille, 1802
                - Familia Parapaguridae Smith, 1882
                - Familia Pylochelidae Spence Bate, 1888
                - Familia Pylojacquesidae McLaughlin & Lemaitre, 2001

            - Infraordo Astacidea Latreille, 1802
              - Superfamilia Astacoidea Latreille, 1802
                - Familia Astacidae Latreille, 1802
                - Familia Cambaridae Hobbs, 1942
                - Familia Cambaroididae Villalobos, 1955
                - Familia Cricoidoscelosidae Taylor, Schram & Shen, 1999 †

              - Superfamilia Enoplometopoidea Saint Laurent, 1988
                - Familia Enoplometopidae Saint Laurent, 1988

              - Superfamilia Nephropoidea Dana, 1852
                - Familia Nephropidae Dana, 1852

              - Superfamilia Parastacoidea Huxley, 1879
                - Familia Parastacidae Huxley, 1879

            - Infraordo Axiidea de Saint Laurent, 1979
              - Familia Axiidae Huxley, 1879
              - Familia Callianassidae Dana, 1852
              - Familia Callianideidae Kossman, 1880
              - Familia Callianopsidae Manning & Felder, 1991
              - Familia Eucalliacidae Manning & Felder, 1991
              - Familia Gourretiidae Sakai, 1999
              - Familia Micheleidae Sakai, 1992
              - Familia Paracalliacidae Sakai, 2005
              - Familia Strahlaxiidae Poore, 1994

            - Infraordo Brachyura Latreille, 1802
              - Sectio Eubrachyura Saint Laurent, 1980
                - SubSectio Heterotremata Guinot, 1977
                  - Superfamilia Aethroidea Dana, 1851
                    - Familia Aethridae Dana, 1851
                    - Familia Belliidae Dana, 1852

                  - Superfamilia Bythograeoidea Williams, 1980
                    - Familia Bythograeidae Williams, 1980

                  - Superfamilia Calappoidea De Haan, 1833
                    - Familia Calappidae De Haan, 1833
                    - Familia Hepatidae Stimpson, 1871
                    - Familia Matutidae De Haan, 1835

                  - Superfamilia Cancroidea Latreille, 1802
                    - Familia Atelecyclidae Ortmann, 1893
                    - Familia Cancridae Latreille, 1802

                  - Superfamilia Carpilioidea Ortmann, 1893
                    - Familia Carpiliidae Ortmann, 1893

                  - Superfamilia Cheiragonoidea Ortmann, 1893
                    - Familia Cheiragonidae Ortmann, 1893

                  - Superfamilia Corystoidea Samouelle, 1819
                    - Familia Corystidae Samouelle, 1819

                  - Superfamilia Dairoidea Serène, 1965
                    - Familia Dacryopilumnidae Serène, 1984
                    - Familia Dairidae Ng & Rodríguez, 1986

                  - Superfamilia Dorippoidea MacLeay, 1838
                    - Familia Dorippidae MacLeay, 1838
                    - Familia Ethusidae Guinot, 1977

                  - Superfamilia Eriphioidea MacLeay, 1838
                    - Familia Dairoididae Števčić, 2005
                    - Familia Eriphiidae MacLeay, 1838
                    - Familia Hypothalassiidae Karasawa & Schweitzer, 2006
                    - Familia Menippidae Ortmann, 1893
                    - Familia Oziidae Dana, 1851
                    - Familia Platyxanthidae Guinot, 1977

                  - Superfamilia Gecarcinucoidea Rathbun, 1904
                    - Familia Gecarcinucidae Rathbun, 1904
                    - Familia Parathelphusidae Alcock, 1910

                  - Superfamilia Goneplacoidea MacLeay, 1838
                    - Familia Acidopsidae Števčić, 2005
                    - Familia Carcinoplacidae
                    - Familia Chasmocarcinidae Serène, 1964
                    - Familia Conleyidae Števčić, 2005
                    - Familia Euryplacidae Stimpson, 1871
                    - Familia Goneplacidae MacLeay, 1838
                    - Familia Litocheiridae Kinahan, 1856
                    - Familia Mathildellidae Karasawa & Kato, 2003
                    - Familia Progeryonidae Števčić, 2005
                    - Familia Scalopidiidae Števčić, 2005
                    - Familia Sotoplacidae Castro, Guinot & Ng, 2010
                    - Familia Vultocinidae Ng & Manuel-Santos, 2007

                  - Superfamilia Hexapodoidea Miers, 1886
                    - Familia Hexapodidae Miers, 1886

                  - Superfamilia Hymenosomatoidea MacLeay, 1838
                    - Familia Hymenosomatidae MacLeay, 1838

                  - Superfamilia Leucosioidea Samouelle, 1819
                    - Familia Iphiculidae Alcock, 1896
                    - Familia Leucosiidae Samouelle, 1819

                  - Superfamilia Majoidea Samouelle, 1819
                    - Familia Epialtidae MacLeay, 1838
                    - Familia Inachidae MacLeay, 1838
                    - Familia Inachoididae Dana, 1851
                    - Familia Majidae Samouelle, 1819
                    - Familia Mithracidae MacLeay, 1838
                    - Familia Oregoniidae Garth, 1958
                    - Familia Pisidae Dana, 1851

                  - Superfamilia Orithyioidea Dana, 1852
                    - Familia Orithyiidae Dana, 1852

                  - Superfamilia Palicoidea Bouvier, 1898
                    - Familia Crossotonotidae Moosa & Serène, 1981
                    - Familia Palicidae Bouvier, 1898

                  - Superfamilia Parthenopoidea MacLeay, 1838
                    - Familia Parthenopidae MacLeay, 1838

                  - Superfamilia Pilumnoidea Samouelle, 1819
                    - Familia Galenidae Alcock, 1898
                    - Familia Pilumnidae Samouelle, 1819
                    - Familia Tanaochelidae Ng & Clark, 2000

                  - Superfamilia Portunoidea Rafinesque, 1815
                    - Familia Brusiniidae Števčić, 1991
                    - Familia Carcinidae MacLeay, 1838
                    - Familia Geryonidae Colosi, 1923
                    - Familia Ovalipidae Spiridonov, Neretina & Schepetov, 2014
                    - Familia Pirimelidae Alcock, 1899
                    - Familia Polybiidae Ortmann, 1893
                    - Familia Portunidae Rafinesque, 1815
                    - Familia Thiidae Dana, 1852

                  - Superfamilia Potamoidea Ortmann, 1896
                    - Familia Potamidae Ortmann, 1896
                    - Familia Potamonautidae Bott, 1970

                  - Superfamilia Pseudothelphusoidea Ortmann, 1893
                    - Familia Pseudothelphusidae Ortmann, 1893

                  - Superfamilia Pseudozioidea Alcock, 1898
                    - Familia Christmaplacidae Naruse & Ng, 2014
                    - Familia Pilumnoididae Guinot & Macpherson, 1987
                    - Familia Planopilumnidae Serène, 1984
                    - Familia Pseudoziidae Alcock, 1898

                  - Superfamilia Retroplumoidea Gill, 1894
                    - Familia Retroplumidae Gill, 1894

                  - Superfamilia Thioidea H. Milne Edwards, 1853
                  - Superfamilia Trapezioidea Miers, 1886
                    - Familia Domeciidae Ortmann, 1893
                    - Familia Tetraliidae Castro, Ng & Ahyong, 2004
                    - Familia Trapeziidae Miers, 1886

                  - Superfamilia Trichodactyloidea H. Milne Edwards, 1853
                    - Familia Trichodactylidae H. Milne Edwards, 1853

                  - Superfamilia Trichopeltarioidea Tavares & Cleva, 2010
                    - Familia Trichopeltariidae Tavares & Cleva, 2010

                  - Superfamilia Xanthoidea MacLeay, 1838
                    - Familia Linnaeoxanthidae Števčić, 2005
                    - Familia Panopeidae Ortmann, 1893
                    - Familia Pseudorhombilidae Alcock, 1900
                    - Familia Xanthidae MacLeay, 1838

                - SubSectio Thoracotremata Guinot, 1977
                  - Superfamilia Cryptochiroidea Paul'son, 1875
                    - Familia Cryptochiridae Paul'son, 1875

                  - Superfamilia Grapsoidea MacLeay, 1838
                    - Familia Gecarcinidae MacLeay, 1838
                    - Familia Glyptograpsidae Schubart, Cuesta & Felder, 2002
                    - Familia Grapsidae MacLeay, 1838
                    - Familia Percnidae Števčić, 2005
                    - Familia Plagusiidae Dana, 1851
                    - Familia Sesarmidae Dana, 1851
                    - Familia Varunidae H. Milne Edwards, 1853
                    - Familia Xenograpsidae N.K. Ng, Davie, Schubart & P.K.L. Ng, 2007

                  - Superfamilia Ocypodoidea Rafinesque, 1815
                    - Familia Camptandriidae Stimpson, 1858
                    - Familia Dotillidae Stimpson, 1858
                    - Familia Heloeciidae H. Milne Edwards, 1852
                    - Familia Macrophthalmidae Dana, 1851
                    - Familia Mictyridae Dana, 1851
                    - Familia Ocypodidae Rafinesque, 1815
                    - Familia Xenophthalmidae Stimpson, 1858

                  - Superfamilia Pinnotheroidea De Haan, 1833
                    - Familia Aphanodactylidae Ahyong & Ng, 2009
                    - Familia Pinnotheridae De Haan, 1833

              - Sectio Podotremata Guinot, 1977
                - Superfamilia Cyclodorippoidea Ortmann, 1892
                  - Familia Cyclodorippidae Ortmann, 1892
                  - Familia Cymonomidae Bouvier, 1898
                  - Familia Phyllotymolinidae Tavares, 1998

                - Superfamilia Dromioidea De Haan, 1833
                  - Familia Dromiidae De Haan, 1833
                  - Familia Dynomenidae Ortmann, 1892

                - Superfamilia Homolodromioidea Alcock, 1899
                  - Familia Homolodromiidae Alcock, 1899

                - Superfamilia Homoloidea De Haan, 1839
                  - Familia Homolidae De Haan, 1839
                  - Familia Latreilliidae Stimpson, 1858
                  - Familia Poupiniidae Guinot, 1991

                - Superfamilia Raninoidea De Haan, 1839
                  - Familia Lyreididae Guinot, 1993
                  - Familia Raninidae De Haan, 1839

            - Infraordo Caridea Dana, 1852
              - Superfamilia Alpheoidea Rafinesque, 1815
                - Familia Alpheidae Rafinesque, 1815
                - Familia Barbouriidae Christoffersen, 1987
                - Familia Bythocarididae Christoffersen, 1987
                - Familia Hippolytidae Spence Bate, 1888
                - Familia Lysmatidae Dana, 1852
                - Familia Merguiidae Christoffersen, 1987
                - Familia Ogyrididae Holthuis, 1955
                - Familia Thoridae Kingsley, 1879

              - Familia Anchialocarididae Mejía-Ortíz, Yañez & López-Mejía, 2017
              - Superfamilia Atyoidea De Haan, 1849 [in De Haan, 1833-1850]
                - Familia Atyidae De Haan, 1849 [in De Haan, 1833-1850]

              - Superfamilia Bresilioidea Calman, 1896
                - Familia Agostocarididae C.W.J. Hart & Manning, 1986
                - Familia Alvinocarididae Christoffersen, 1986
                - Familia Bresiliidae Calman, 1896
                - Familia Bresilioidea incertae sedis
                - Familia Disciadidae Rathbun, 1902
                - Familia Pseudochelidae De Grave & Moosa, 2004

              - Superfamilia Campylonotoidea Sollaud, 1913
                - Familia Bathypalaemonellidae de Saint Laurent, 1985
                - Familia Campylonotidae Sollaud, 1913

              - Superfamilia Crangonoidea Haworth, 1825
                - Familia Crangonidae Haworth, 1825
                - Familia Glyphocrangonidae Smith, 1884

              - Superfamilia Nematocarcinoidea Smith, 1884
                - Familia Eugonatonotidae Chace, 1937
                - Familia Lipkiidae Burukovsky, 2012
                - Familia Nematocarcinidae Smith, 1884
                - Familia Rhynchocinetidae Ortmann, 1890
                - Familia Xiphocarididae Ortmann, 1895

              - Superfamilia Oplophoroidea Dana, 1852
                - Familia Acanthephyridae Spence Bate, 1888
                - Familia Oplophoridae Dana, 1852

              - Superfamilia Palaemonoidea Rafinesque, 1815
                - Familia Anchistioididae Borradaile, 1915
                - Familia Desmocarididae Borradaile, 1915
                - Familia Euryrhynchidae Holthuis, 1950
                - Familia Palaemonidae Rafinesque, 1815
                - Familia Typhlocarididae Annandale & Kemp, 1913

              - Superfamilia Pandaloidea Haworth, 1825
                - Familia Pandalidae Haworth, 1825
                - Familia Thalassocarididae Spence Bate, 1888

              - Superfamilia Pasiphaeoidea Dana, 1852
                - Familia Pasiphaeidae Dana, 1852

              - Superfamilia Physetocaridoidea Chace, 1940
                - Familia Physetocarididae Chace, 1940

              - Superfamilia Processoidea Ortmann, 1896
                - Familia Processidae Ortmann, 1896

              - Superfamilia Psalidopodoidea Wood-Mason [in Wood-Mason & Alcock, 1892]
                - Familia Psalidopodidae Wood-Mason [in Wood-Mason & Alcock, 1892]

              - Superfamilia Stylodactyloidea Spence Bate, 1888
                - Familia Stylodactylidae Spence Bate, 1888

            - Infraordo Gebiidea de Saint Laurent, 1979
              - Familia Axianassidae Schmitt, 1924
              - Familia Laomediidae Borradaile, 1903
              - Familia Thalassinidae Latreille, 1831
              - Familia Upogebiidae Borradaile, 1903

            - Infraordo Glypheidea Van Straelen, 1925
              - Superfamilia Glypheoidea Winkler, 1882
                - Familia Glypheidae Winkler, 1882

            - Infraordo Polychelida Scholtz & Richter, 1995
              - Superfamilia Eryonoidea
                - Family Eryonidae De Haan, 1841

              - Familia Polychelidae Wood-Mason, 1875

            - Infraordo Procarididea Felgenhauer & Abele, 1983
              - Familia Procarididae Chace & Manning, 1972

            - Infraordo Stenopodidea Spence Bate, 1888
              - Familia Macromaxillocarididae Alvarez, Iliffe & Villalobos, 2006
              - Familia Spongicolidae Schram, 1986
              - Familia Stenopodidae Claus, 1872

        - Ordo Euphausiacea Dana, 1852
          - Familia Bentheuphausiidae Colosi, 1917
          - Familia Euphausiidae Dana, 1852

      - Superorder Peracarida Calman, 1904
        - Ordo Amphipoda Latreille, 1816
          - Subordo Amphilochidea Boeck, 1871
            - Infraordo Amphilochida Boeck, 1871
              - Parvordo Amphilochidira Boeck, 1871
                - Superfamilia Amphilochoidea Boeck, 1871
                  - Familia Amphilochidae Boeck, 1871
                  - Familia Bolttsiidae Barnard & Karaman, 1987
                  - Familia Cressidae Stebbing, 1899
                  - Familia Cyproideidae J.L. Barnard, 1974
                  - Familia Didymocheliidae Bellan-Santini & Ledoyer, 1987
                  - Familia Nihotungidae J.L. Barnard, 1972
                  - Familia Pleustidae Buchholz, 1874
                  - Familia Sebidae Walker, 1908
                  - Familia Seborgiidae Holsinger in Holsinger & Longley, 1980
                  - Familia Stenothoidae Boeck, 1871

                - Superfamilia Iphimedioidea Boeck, 1871
                  - Familia Acanthonotozomatidae Stebbing, 1906
                  - Familia Acanthonotozomellidae Coleman & J.L. Barnard, 1991
                  - Familia Amathillopsidae Pirlot, 1934
                  - Familia Dikwidae Coleman & Barnard, 1991
                  - Familia Epimeriidae Boeck, 1871
                  - Familia Iphimediidae Boeck, 1871
                  - Familia Lafystiidae Sars, 1893
                  - Familia Laphystiopsidae Stebbing, 1899
                  - Familia Ochlesidae Stebbing, 1910
                  - Familia Sicafodiidae Just, 2004
                  - Familia Stilipedidae Holmes, 1908
                  - Familia Vicmusiidae Just, 1990

                - Superfamilia Leucothoidea Dana, 1852
                  - Familia Leucothoidae Dana, 1852

              - Parvordo Eusiridira Stebbing, 1888
                - Superfamilia Eusiroidea Stebbing, 1888
                - Superfamilia Liljeborgioidea Stebbing, 1899

              - Parvordo Maxillipiidira Ledoyer, 1973
                - Superfamilia Maxillipioidea Ledoyer, 1973
                  - Familia Maxillipiidae Ledoyer, 1973

              - Parvordo Oedicerotidira Lilljeborg, 1865
                - Superfamilia Oedicerotoidea Lilljeborg, 1865
                  - Familia Exoedicerotidae Barnard & Drummond, 1982
                  - Familia Oedicerotidae Lilljeborg, 1865
                  - Familia Paracalliopiidae Barnard & Karaman, 1982

            - Infraordo Lysianassida Dana, 1849
              - Parvordo Haustoriidira Stebbing, 1906
                - Superfamilia Haustorioidea Stebbing, 1906
                  - Familia Cheidae Thurston, 1982
                  - Familia Condukiidae Barnard & Drummond, 1982
                  - Familia Haustoriidae Stebbing, 1906
                  - Familia Ipanemidae Barnard & Thomas, 1988
                  - Familia Otagiidae Hughes & Lörz, 2013
                  - Familia Phoxocephalidae G.O. Sars, 1891
                  - Familia Phoxocephalopsidae Barnard & Drummond, 1982
                  - Familia Platyischnopidae Barnard & Drummond, 1979
                  - Familia Pontoporeiidae Dana, 1852
                  - Familia Priscillinidae d'Udekem d'Acoz, 2006
                  - Familia Sinurothoidae Ren, 1999
                  - Familia Urohaustoriidae Barnard & Drummond, 1982
                  - Familia Urothoidae Bousfield, 1978
                  - Familia Zobrachoidae Barnard & Drummond, 1982

              - Parvordo Lysianassidira Dana, 1849
                - Superfamilia Alicelloidea Lowry & De Broyer, 2008
                  - Familia Alicellidae Lowry & De Broyer, 2008
                  - Familia Parargissidae Lowry & Myers, 2017
                  - Familia Podoprionidae Lowry & Stoddart, 1996
                  - Familia Valettidae Stebbing, 1888
                  - Familia Valettiopsidae Lowry & De Broyer, 2008
                  - Familia Vemanidae Lowry & Myers, 2017

                - Superfamilia Aristioidea Lowry & Stoddart, 1997
                  - Familia Acidostomatidae Stoddart & Lowry, 2012
                  - Familia Ambasiidae Lowry & Myers, 2017
                  - Familia Aristiidae Lowry & Stoddart, 1997
                  - Familia Conicostomatidae Lowry & Stoddart, 2012
                  - Familia Derjugianidae Lowry & Myers, 2017
                  - Familia Endevouridae Lowry & Stoddart, 1997
                  - Familia Izinkalidae Lowry & Stoddart, 2010
                  - Familia Kergueleniidae Lowry & Stoddart, 2010
                  - Familia Lepidepecreellidae Stoddart & Lowry, 2010
                  - Familia Pakynidae Lowry & Myers, 2017
                  - Familia Sophrosynidae Lowry & Stoddart, 2010
                  - Familia Thoriellidae Lowry & Stoddart, 2011
                  - Familia Trischizostomatidae Lilljeborg, 1865
                  - Familia Wandinidae Lowry & Stoddart, 1990

                - Superfamilia Lysianassoidea Dana, 1849
                  - Familia Adeliellidae Lowry & Myers, 2017
                  - Familia Amaryllididae Lowry & Stoddart, 2002
                  - Familia Cebocaridae Lowry & Stoddart, 2011
                  - Familia Cyclocaridae Lowry & Stoddart, 2011
                  - Familia Cyphocarididae Lowry & Stoddart, 1997
                  - Familia Eurytheneidae Stoddart & Lowry, 2004
                  - Familia Hirondelleidae Lowry & Stoddart, 2010
                  - Familia Lysianassidae Dana, 1849
                  - Familia Opisidae Lowry & Stoddart, 1995
                  - Familia Scopelocheiridae Lowry & Stoddart, 1997
                  - Familia Tryphosidae Lowry & Stoddart, 1997
                  - Familia Uristidae Hurley, 1963

                - Superfamilia Stegocephaloidea Dana, 1852
                  - Familia Stegocephalidae Dana, 1852

              - Parvordo Synopiidira Dana, 1852
                - Superfamilia Dexaminoidea Leach, 1814
                  - Familia Atylidae Lilljeborg, 1865
                  - Familia Dexaminidae Leach, 1814
                  - Familia Lepechinellidae Schellenberg, 1926
                  - Familia Melphidippidae Stebbing, 1899
                  - Familia Pardaliscidae Boeck, 1871

                - Superfamilia Synopioidea Dana, 1852
                  - Familia Ampeliscidae Krøyer, 1842
                  - Familia Argissidae Walker, 1904
                  - Familia Synopiidae Dana, 1853

          - Subordo Colomastigidea Stebbing, 1899
            - Infraordo Colomastigida Stebbing, 1899
              - Parvordo Colomastigidira Stebbing, 1899
                - Superfamilia Colomastigoidea Stebbing, 1899
                  - Familia Colomastigidae Stebbing, 1899

              - Parvordo Pagetinidira K.H. Barnard, 1931
                - Superfamilia Pagetinoidea K.H. Barnard, 1931
                  - Familia Pagetinidae K.H. Barnard, 1931

          - Subordo Hyperiidea H. Milne Edwards, 1830
            - Infraordo Physocephalata Bowman & Gruner, 1973
              - Parvordo Physocephalatidira Bowman & Gruner, 1973
                - Superfamilia Phronimoidea Rafinesque, 1815
                  - Familia Bougisidae Zeidler, 2004
                  - Familia Cystisomatidae Willemöes-Suhm, 1875
                  - Familia Dairellidae Bovallius, 1887
                  - Familia Hyperiidae Dana, 1852
                  - Familia Iulopididae Zeidler, 2004
                  - Familia Lestrigonidae Zeidler, 2004
                  - Familia Phronimidae Rafinesque, 1815
                  - Familia Phrosinidae Dana, 1852

                - Superfamilia Platysceloidea Spence Bate, 1862
                  - Familia Amphithyridae Zeidler, 2016
                  - Familia Anapronoidae Bowman & Gruner, 1973
                  - Familia Brachyscelidae Stephensen, 1923
                  - Familia Eupronoidae Zeidler, 2016
                  - Familia Lycaeidae Claus, 1879
                  - Familia Lycaeopsidae Chevreux, 1913
                  - Familia Oxycephalidae Dana, 1852
                  - Familia Parascelidae Bovallius, 1887
                  - Familia Platyscelidae Spence Bate, 1862
                  - Familia Pronoidae Dana, 1852
                  - Familia Thamneidae Zeidler, 2016
                  - Familia Tryphanidae Boeck, 1871

                - Superfamilia Vibilioidea Dana, 1852
                  - Familia Cyllopodidae Bovallius, 1887
                  - Familia Paraphronimidae Bovallius, 1887
                  - Familia Vibiliidae Dana, 1852

            - Infraordo Physosomata Pirlot, 1929
              - Parvorder Physosomatidira Pirlot, 1929
                - Superfamilia Lanceoloidea Bovallius, 1887
                  - Familia Chuneolidae Woltereck, 1909
                  - Familia Lanceolidae Bovallius, 1887
                  - Familia Megalanceolidae Zeidler, 2009
                  - Familia Metalanceolidae Zeidler, 2009
                  - Familia Microphasmidae Stephensen & Pirlot, 1931
                  - Familia Mimonecteolidae Zeidler, 2009
                  - Familia Prolanceolidae Zeidler, 2009

                - Superfamilia Scinoidea Stebbing, 1888
                  - Familia Archaeoscinidae K. H. Barnard, 1930
                  - Familia Microscinidae Zeidler, 2012
                  - Familia Mimonectidae Bovallius, 1885
                  - Familia Mimoscinidae Zeidler, 2012
                  - Familia Scinidae Stebbing, 1888

          - Subordo Hyperiopsidea Bovallius, 1886
            - Infraordo Hyperiopsida Bovallius, 1886
              - Parvordo Hyperiopsidira Bovallius, 1886
                - Superfamilia Hyperiopsoidea Bovallius, 1886
                  - Familia Hyperiopsidae Bovallius, 1886
                  - Familia Vitjazianidae Birstein & M. Vinogradov, 1955

              - Parvordo Podosiridira Lowry & Myers, 2012
                - Superfamilia Podosiroidea Lowry & Myers, 2012
                  - Familia Podosiridae Lowry & Myers, 2012

          - Subordo Pseudingolfiellidea Lowry & Myers, 2012
            - Infraordo Pseudingolfiellida Lowry & Myers, 2012
              - Parvordo Pseudingolfiellidira Lowry & Myers, 2012
                - Superfamilia Pseudingolfielloidea Lowry & Myers, 2012
                  - Familia Pseudingolfiellidae Lowry & Myers, 2012

          - Subordo Senticaudata Lowry & Myers, 2013
            - Infraordo Bogidiellida Hertzog, 1936
              - Parvordo Bogidiellidira Hertzog, 1936 
                - Superfamilia Bogidielloidea Hertzog, 1936
                  - Familia Artesiidae Holsinger, 1980
                  - Familia Bogidiellidae Hertzog, 1936
                  - Familia Salentinellidae Bousfield, 1977

            - Infraordo Carangoliopsida Bousfield, 1977
              - Parvordo Carangoliopsidira Myers & Lowry, 2013
                - Superfamilia Carangoliopsoidea Bousfield, 1977
                  - Familia Carangoliopsidae Bousfield, 1977
                  - Familia Kairosidae Lowry & Myers, 2013

            - Infraordo Corophiida Leach, 1814 (sensu Lowry & Myers, 2013)
              - Parvordo Caprellidira Leach, 1814 (sensu Lowry & Myers, 2013)
                - Superfamilia Aetiopedesoidea Myers & Lowry, 2003
                  - Familia Aetiopedesidae Myers & Lowry, 2003
                  - Familia Paragammaropsidae Myers & Lowry, 2003

                - Superfamilia Caprelloidea Leach, 1814
                  - Familia Caprellidae Leach, 1814
                  - Familia Caprogammaridae Kudrjaschov & Vassilenko, 1966
                  - Familia Cyamidae Rafinesque, 1815
                  - Familia Dulichiidae Dana, 1849
                  - Familia Podoceridae Leach, 1814

                - Superfamilia Isaeoidea Dana, 1852
                  - Familia Isaeidae Dana, 1852

                - Superfamilia Microprotopoidea Myers & Lowry, 2003
                  - Familia Australomicroprotopidae Myers, Lowry & Billingham, 2016
                  - Familia Microprotopidae Myers & Lowry, 2003
                  - Familia Neomegamphopidae Myers, 1981
                  - Familia Priscomilitaridae Hirayama, 1988

                - Superfamilia Neomegamphoidea Myers, 1981
                - Superfamilia Photoidea Boeck, 1871
                  - Familia Ischyroceridae Stebbing, 1899
                  - Familia Kamakidae Myers & Lowry, 2003
                  - Familia Photidae Boeck, 1871

                - Superfamilia Rakirooidea Myers & Lowry, 2003
                  - Familia Rakiroidae Myers & Lowry, 2003

              - Parvordo Corophiidira Leach, 1814 (sensu Lowry & Myers, 2013)
                - Superfamilia Aoroidea Stebbing, 1899
                  - Familia Aoridae Stebbing, 1899
                  - Familia Unciolidae Myers & Lowry, 2003

                - Superfamilia Cheluroidea Allman, 1847
                  - Familia Cheluridae Allman, 1847

                - Superfamilia Chevalioidea Myers & Lowry, 2003
                  - Familia Chevaliidae Myers & Lowry, 2003

                - Superfamilia Corophioidea Leach, 1814
                  - Familia Ampithoidae Boeck, 1871
                  - Familia Corophiidae Leach, 1814

            - Infraordo Gammarida Latreille, 1802
              - Parvordo Crangonyctidira Bousfield, 1973
                - Superfamilia Allocrangonyctoidea Holsinger, 1989
                  - Familia Allocrangonyctidae Holsinger, 1989
                  - Familia Crymostygidae Kristjánsson & Svavarsson, 2004
                  - Familia Dussartiellidae Lowry & Myers, 2012
                  - Familia Kergueleniolidae Lowry & Myers, 2013
                  - Familia Pseudoniphargidae Karaman, 1993

                - Superfamilia Crangonyctoidea Bousfield, 1973
                  - Familia Austroniphargidae Iannilli, Krapp & Ruffo, 2011
                  - Familia Chillagoeidae Lowry & Myers, 2012
                  - Familia Crangonyctidae Bousfield, 1973
                  - Familia Giniphargidae Lowry & Myers, 2012
                  - Familia Kotumsaridae Messouli, Holsinger & Ranga Reddy, 2007
                  - Familia Neoniphargidae Bousfield, 1977
                  - Familia Niphargidae Bousfield, 1977
                  - Familia Paracrangonyctidae Bousfield, 1983
                  - Familia Paramelitidae Bousfield, 1977
                  - Familia Perthiidae Williams & Barnard, 1988
                  - Familia Pseudocrangonyctidae Holsinger, 1989
                  - Familia Sandroidae Lowry & Myers, 2012
                  - Familia Sternophysingidae Holsinger, 1992
                  - Familia Uronyctidae Lowry & Myers, 2012

              - Parvordo Gammaridira Latreille, 1802
                - Superfamilia Gammaroidea Latreille, 1802 (Bousfield, 1977)
                  - Familia Acanthogammaridae Garjajeff, 1901
                  - Familia Anisogammaridae Bousfield, 1977
                  - Familia Baikalogammaridae Kamaltynov, 2002
                  - Familia Bathyporeiidae d'Udekem d'Acoz, 2011
                  - Familia Behningiellidae Kamaltynov, 2002
                  - Familia Carinogammaridae Tachteew, 2001 sensu Kamaltynov, 2010
                  - Familia Crypturopodidae Kamaltynov, 2002
                  - Familia Eulimnogammaridae Kamaltynov, 1999
                  - Familia Falklandellidae Lowry & Myers, 2012
                  - Familia Gammaracanthidae Bousfield, 1989
                  - Familia Gammarellidae Bousfield, 1977
                  - Familia Gammaridae Leach, 1814
                  - Familia Iphigenellidae Kamaltynov, 2002
                  - Familia Luciobliviidae Tomikawa, 2007
                  - Familia Macrohectopidae Sowinsky, 1915
                  - Familia Mesogammaridae Bousfield, 1977
                  - Familia Micruropodidae Kamaltynov, 1999
                  - Familia Ommatogammaridae Kamaltynov, 2010
                  - Familia Pachyschesidae Kamaltynov, 1999
                  - Familia Pallaseidae Tachteew, 2001
                  - Familia Paraleptamphopidae Bousfield, 1983
                  - Familia Phreatogammaridae Bousfield, 1983
                  - Familia Pontogammaridae Bousfield, 1977
                  - Familia Sensonatoridae Lowry & Myers, 2012
                  - Familia Typhlogammaridae Bousfield, 1978
                  - Familia Zaramillidae Lowry & Myers, 2016

            - Infraordo Hadziida S. Karaman, 1943
              - Parvordo Hadziidira S. Karaman, 1932
                - Superfamilia Calliopioidea Sars, 1895
                  - Familia Calliopiidae G.O. Sars, 1893
                  - Familia Cheirocratidae d'Udekem d'Acoz, 2010
                  - Familia Hornelliidae d'Udekem d'Acoz, 2010
                  - Familia Megaluropidae Thomas & Barnard, 1986
                  - Familia Pontogeneiidae Stebbing, 1906

                - Superfamilia Hadzioidea S. Karaman, 1943 (Bousfield, 1983)
                  - Familia Crangoweckeliidae Lowry & Myers, 2012
                  - Familia Eriopisidae Lowry & Myers, 2013
                  - Familia Gammaroporeiidae Bousfield, 1979
                  - Familia Hadziidae S. Karaman, 1943
                  - Familia Maeridae Krapp-Schickel, 2008
                  - Familia Melitidae Bousfield, 1973
                  - Familia Metacrangonyctidae Boutin & Messouli, 1988
                  - Familia Nuuanuidae Lowry & Myers, 2013

            - Infraordo Talitrida Rafinesque, 1815
              - Parvordo Talitridira Rafinesque, 1815
                - Superfamilia Caspicoloidea Birstein, 1945
                  - Familia Caspicolidae Birstein, 1945

                - Superfamilia Kurioidea Barnard, 1964
                  - Familia Kuriidae J.L. Barnard, 1964
                  - Familia Tulearidae Ledoyer, 1979

                - Superfamilia Talitroidea Rafinesque, 1815
                  - Familia Ceinidae J.L. Barnard, 1972
                  - Familia Chiltoniidae J.L. Barnard, 1972
                  - Familia Dogielinotidae Gurjanova, 1953
                  - Familia Eophliantidae Sheard, 1936
                  - Familia Hyalellidae Bulyčeva, 1957
                  - Familia Hyalidae Bulyčeva, 1957
                  - Familia Najnidae J.L. Barnard, 1972
                  - Familia Phliantidae Stebbing, 1899
                  - Familia Plioplateidae J.L. Barnard, 1978
                  - Familia Talitridae Rafinesque, 1815
                  - Familia Temnophliantidae Griffiths, 1975

        - Ordo Bochusacea Gutu & Iliffe, 1998
          - Familia Hirsutiidae

        - Ordo Cumacea Krøyer, 1846
          - Familia Bodotriidae T. Scott, 1901
          - Familia Ceratocumatidae Calman, 1905
          - Familia Diastylidae Bate, 1856
          - Familia Gynodiastylidae Stebbing, 1912
          - Familia Lampropidae Sars, 1878
          - Familia Leuconidae Sars, 1878
          - Familia Nannastacidae Bate, 1866
          - Familia Platyaspidae
          - Familia Pseudocumatidae Sars, 1878

        - Ordo Ingolfiellida Hansen, 1903
          - Subordo Ingolfiellidea Hansen, 1903
            - Infraordo Ingolfiellidamorpha Hansen, 1903
              - Parvordo Ingolfiellidira Hansen, 1903
                - Superfamilia Ingolfielloidea Hansen, 1903
                  - Familia Ingolfiellidae Hansen, 1903

              - Parvordo Metaingolfiellidira Ruffo, 1969
                - Superfamilia Metaingolfielloidea Ruffo, 1969
                  - Familia Metaingolfiellidae Ruffo, 1969

        - Ordo Isopoda Latreille, 1817
          - Subordo Asellota Latreille, 1802
            - Superfamilia Aselloidea Latreille, 1802
              - Familia Asellidae Rafinesque, 1815
              - Familia Stenasellidae Dudich, 1924

            - Superfamilia Gnathostenetroidoidea Kussakin, 1967
              - Familia Gnathostenetroididae Kussakin, 1967
              - Familia Protojaniridae Fresi, Idato & Scipione, 1980

            - Superfamilia Janiroidea G.O. Sars, 1897
              - Familia Acanthaspidiidae Menzies, 1962
              - Familia Dendrotionidae Vanhöffen, 1914
              - Familia Desmosomatidae G.O. Sars, 1897
              - Familia Echinothambematidae Menzies, 1956
              - Familia Haplomunnidae Wilson, 1976
              - Familia Haploniscidae Hansen, 1916
              - Familia Ischnomesidae Hansen, 1916
              - Familia Janirellidae Menzies, 1956
              - Familia Janiridae G.O. Sars, 1897
              - Familia Joeropsididae Nordenstam, 1933
              - Familia Katianiridae Svavarsson, 1987
              - Familia Lepidocharontidae Galassi & Bruce, 2016
              - Familia Macrostylidae Hansen, 1916
              - Familia Mesosignidae Schultz, 1969
              - Familia Microparasellidae Karaman, 1933
              - Familia Mictosomatidae Wolff, 1965
              - Familia Munnidae G.O. Sars, 1897
              - Familia Munnopsidae Lilljeborg, 1864
              - Familia Nannoniscidae Hansen, 1916
              - Familia Paramunnidae Vanhöffen, 1914
              - Familia Pleurocopidae Fresi & Schiecke, 1972
              - Familia Santiidae Kussakin, 1988
              - Familia Thambematidae Stebbing, 1912
              - Familia Urstylidae Riehl, Wilson & Malyutina, 2014
              - Familia Xenosellidae Just, 2005

            - Superfamilia Stenetrioidea Hansen, 1905
              - Familia Pseudojaniridae Wilson, 1986
              - Familia Stenetriidae Hansen, 1905

          - Subordo Calabozoidea Van Lieshout, 1983
            - Familia Brasileirinidae Pervorčnik, Ferreira & Sket, 2012
            - Familia Calabozoidae Van Lieshout, 1983

          - Subordo Cymothoida Wägele, 1989
            - Superfamilia Anthuroidea Leach, 1914
              - Familia Antheluridae Poore & Lew Ton, 1988
              - Familia Anthuridae Leach, 1814
              - Familia Expanathuridae Poore, 2001
              - Familia Hyssuridae Wägele, 1981
              - Familia Leptanthuridae Poore, 2001
              - Familia Paranthuridae Menzies & Glynn, 1968

            - Superfamilia Cymothooidea Leach, 1814
              - Familia Aegidae White, 1850
              - Familia Anuropidae Stebbing, 1893
              - Familia Barybrotidae Hansen, 1890
              - Familia Cirolanidae Dana, 1852
              - Familia Corallanidae Hansen, 1890
              - Familia Cymothoidae Leach, 1818
              - Familia Gnathiidae Leach, 1814
              - Familia Protognathiidae Wägele & Brandt, 1988
              - Familia Tridentellidae Bruce, 1984

            - Infraordo Epicaridea Latreille, 1825
              - Superfamilia Bopyroidea Rafinesque, 1815
                - Familia Bopyridae Rafinesque, 1815
                - Familia Bopyroidea incertae sedis
                - Familia Colypuridae Richardson, 1905
                - Familia Entoniscidae Kossmann, 1881
                - Familia Ionidae H. Milne Edwards, 1840

              - Superfamilia Cryptoniscoidea Kossmann, 1880
                - Familia Asconiscidae Bonnier, 1900
                - Familia Cabiropidae Giard & Bonnier, 1887
                - Familia Crinoniscidae Bonnier, 1900
                - Familia Cryptoniscidae Kossmann, 1880
                - Familia Cryptoniscoidea incertae sedis
                - Familia Cyproniscidae Giard & Bonnier, 1887
                - Familia Dajidae Giard & Bonnier, 1887
                - Familia Entophilidae Richardson, 1903
                - Familia Hemioniscidae Bonnier, 1900
                - Familia Podasconidae Giard & Bonnier, 1895

          - Subordo Limnoriidea Brandt & Poore in Poore, 2002
            - Superfamilia Limnorioidea White, 1850
              - Familia Hadromastacidae Bruce & Müller, 1991
              - Familia Keuphyliidae Bruce, 1980
              - Familia Limnoriidae White, 1850

          - Subordo Microcerberidea Lang, 1961
            - Familia Atlantasellidae Sket, 1979
            - Familia Microcerberidae Karaman, 1933

          - Subordo Oniscidea Latreille, 1802
            - Familia Agnaridae Schmidt, 2003
            - Familia Alloniscidae Schmidt, 2003
            - Familia Armadillidae Brandt, 1831
            - Familia Armadillidiidae Brandt, 1833
            - Familia Balloniscidae Vandel, 1963
            - Familia Bathytropidae Vandel, 1952
            - Familia Berytoniscidae Vandel, 1955
            - Familia Bisilvestriidae Verhoeff, 1938
            - Familia Cylisticidae Verhoeff, 1949
            - Familia Delatorreiidae Verhoeff, 1938
            - Familia Detonidae Budde-Lund, 1904
            - Familia Dubioniscidae Schultz, 1995
            - Familia Eubelidae Budde-Lund, 1899
            - Familia Halophilosciidae Verhoeff, 1908
            - Familia Hekelidae Ferrara, 1977
            - Familia Irmaosidae Ferrara & Taiti, 1983
            - Familia Ligiidae Leach, 1814
            - Familia Mesoniscidae Verhoeff, 1908
            - Familia Olibrinidae Budde-Lund, 1913
            - Familia Oniscidae Latreille, 1802
            - Familia Oniscidea incertae sedis
            - Familia Paraplatyarthridae Javidkar & King, 2015
            - Familia Philosciidae Kinahan, 1857
            - Familia Platyarthridae Verhoeff, 1949
            - Familia Porcellionidae Brandt, 1831
            - Familia Pudeoniscidae Lemos de Castro, 1973
            - Familia Rhyscotidae Budde-Lund, 1904
            - Familia Schoebliidae Verhoeff, 1938
            - Familia Scleropactidae Verhoeff, 1938
            - Familia Scyphacidae Dana, 1852
            - Familia Spelaeoniscidae Vandel, 1948
            - Familia Stenoniscidae Budde-Lund, 1904
            - Familia Styloniscidae Vandel, 1952
            - Familia Tendosphaeridae Verhoeff, 1930
            - Familia Titanidae Verhoeff, 1938
            - Familia Trachelipodidae Strouhal, 1953
            - Familia Trichoniscidae Sars, 1899
            - Familia Turanoniscidae Borutzky, 1969
            - Familia Tylidae Dana, 1852

          - Subordo Phoratopidea Brandt & Poore, 2003
            - Familia Phoratopodidae Hale, 1925

          - Subordo Phreatoicidea Stebbing, 1893
            - Familia Amphisopidae Nicholls, 1943
            - Familia Hypsimetopidae Nicholls, 1943
            - Familia Mesamphisopidae Nicholls, 1943
            - Familia Phreatoicidae Chilton, 1891
            - Familia Phreatoicidea incertae sedis
            - Familia Phreatoicopsidae Nicholls, 1943
            - Familia Ponderellidae Wilson & Keable, 2004

          - Subordo Sphaeromatidea Wägele, 1989
            - Familia Archaeoniscidae Haack, 1918
            - Superfamilia Seroloidea Dana, 1852
              - Familia Basserolidae Brandt & Poore, 2003
              - Familia Bathynataliidae Kensley, 1978
              - Familia Plakarthriidae Hansen, 1905
              - Familia Serolidae Dana, 1852

            - Superfamilia Sphaeromatoidea Latreille, 1825
              - Familia Ancinidae Dana, 1852
              - Familia Sphaeromatidae Latreille, 1825
              - Familia Tecticipitidae Iverson, 1982

          - Subordo Tainisopidea Brandt & Poore, 2003
            - Familia Tainisopidae Wilson, 2003

          - Subordo Valvifera G. O. Sars, 1883
            - Familia Antarcturidae Poore, 2001
            - Familia Arcturidae Dana, 1849
            - Familia Arcturididae Poore, 2001
            - Familia Austrarcturellidae Poore & Bardsley, 1992
            - Familia Chaetiliidae Dana, 1849
            - Familia Holidoteidae Wägele, 1989
            - Familia Holognathidae Thomson, 1904
            - Familia Idoteidae Samouelle, 1819
            - Familia Pseudidotheidae Ohlin, 1901
            - Familia Rectarcturidae Poore, 2001
            - Familia Thermoarcturidae Poore, 2015
            - Familia Xenarcturidae Sheppard, 1957

        - Ordo Lophogastrida Boas, 1883
          - Familia Eucopiidae G.O. Sars, 1885
          - Familia Gnathophausiidae Udrescu, 1984
          - Familia Lophogastridae G.O. Sars, 1870
          - Familia Peachocarididae Schram, 1986 †

        - Ordo Mictacea Bowman, Garner, Hessler, Iliffe & Sanders, 1985
          - Familia Mictocarididae

        - Ordo Mysida Boas, 1883
          - Familia Mysidae Haworth, 1825
          - Familia Petalophthalmidae Czerniavsky, 1882

        - Ordo Pygocephalomorpha Beurlen, 1930 †
          - Familia Jerometichenoriidae Schram, 1978 †
          - Familia Notocarididae Brooks, 1962 †
          - Familia Pygocephalidae Brooks, 1962 †
          - Familia Pygocephalomorpha incertae sedis †
          - Familia Tealliocarididae Brooks, 1962 †
          - Familia Tylocarididae Taylor, Yan-Bin & Schram, 1998 †

        - Ordo Spelaeogriphacea
          - Familia Spelaeogriphidae Gordon, 1958

        - Ordo Stygiomysida Tchindonova, 1981
          - Familia Lepidomysidae Clarke, 1961
          - Familia Stygiomysidae Caroli, 1937

        - Ordo Tanaidacea Dana, 1849
          - Subordo Anthracocaridomorpha Sieg, 1980 †
            - Familia Anthracocarididae Brooks, 1962 emend. Schram, 1979 †
            - Familia Niveotanaidae Polz, 2005 †

          - Subordo Apseudomorpha Sieg, 1980
            - Superfamilia Apseudoidea Leach, 1814
              - Familia Apseudellidae Gutu, 1972
              - Familia Apseudidae Leach, 1814
              - Familia Gigantapseudidae Kudinova-Pasternak, 1978
              - Familia Kalliapseudidae Lang, 1956
              - Familia Metapseudidae Lang, 1970
              - Familia Numbakullidae Gutu & Heard, 2002
              - Familia Pagurapseudidae Lang, 1970
              - Familia Pagurapseudopsididae Gutu, 2006
              - Familia Parapseudidae Gutu, 1981
              - Familia Sphaeromapseudidae Larsen, 2012
              - Familia Sphyrapodidae Gutu, 1980
              - Familia Tanzanapseudidae Bacescu, 1975
              - Familia Whiteleggiidae Gutu, 1972

            - Superfamilia Cretitanaoidea Schram, Sieg, Malzahn, 1983 †
              - Familia Cretitanaidae Schram, Sieg & Malzahn, 1986 †

            - Superfamilia Jurapseudoidea Schram, Sieg & Malzahn, 1986 †
              - Familia Jurapseudidae Schram, Sieg & Malzahn, 1986 †
              - Genus Palaeotanais Reiff, 1936 †

          - Subordo Tanaidomorpha Sieg, 1980
            - Superfamilia Neotanaoidea Sieg, 1980
              - Familia Neotanaidae Lang, 1956

            - Superfamilia Paratanaoidea Lang, 1949
              - Familia Agathotanaidae Lang, 1971
              - Familia Akanthophoreidae Sieg, 1986
              - Familia Alavatanaidae Vonk & Schram, 2007 †
              - Familia Anarthruridae Lang, 1971
              - Familia Colletteidae Larsen & Wilson, 2002
              - Familia Cryptocopidae Sieg, 1977
              - Familia Heterotanoididae Bird, 2012
              - Familia Leptocheliidae Lang, 1973
              - Familia Leptognathiidae Sieg, 1976
              - Familia Mirandotanaidae Blazewicz-Paszkowycz & Bamber, 2009
              - Familia Nototanaidae Sieg, 1976
              - Familia Paratanaidae Lang, 1949
              - Familia Paratanaoidea incertae sedis
              - Familia Pseudotanaidae Sieg, 1976
              - Familia Pseudozeuxidae Sieg, 1982
              - Familia Tanaellidae Larsen & Wilson, 2002
              - Familia Tanaissuidae Bird & Larsen, 2009
              - Familia Tanaopsidae Błażewicz-Paszkowycz & Bamber, 2012
              - Familia Teleotanaidae Bamber, 2008
              - Familia Typhlotanaidae Sieg, 1984

            - Superfamilia Tanaidoidea Nobili, 1906
              - Familia Tanaididae Nobili, 1906

        - Ordo Thermosbaenacea Monod, 1927
          - Familia Halosbaenidae Monod & Cals, 1988
          - Familia Monodellidae Taramelli, 1954
          - Familia Thermosbaenidae Monod, 1927
          - Familia Tulumellidae Wagner, 1994

      - Superorder Syncarida Packard, 1885
        - Ordo Anaspidacea Calman, 1904
        - Ordo Bathynellacea Chappuis, 1915
          - Familia Bathynellidae Grobben, 1905
          - Familia Parabathynellidae Noodt, 1965

    - Subclassis Hoplocarida Calman, 1904
      - Ordo Stomatopoda Latreille, 1817
        - Subordo Unipeltata Latreille, 1825
          - Superfamilia Bathysquilloidea Manning, 1967
            - Familia Bathysquillidae Manning, 1967
            - Familia Indosquillidae Manning, 1995

          - Superfamilia Erythrosquilloidea Manning & Bruce, 1984
            - Familia Erythrosquillidae Manning & Bruce, 1984

          - Superfamilia Eurysquilloidea Manning, 1977
            - Familia Eurysquillidae Manning, 1977

          - Superfamilia Gonodactyloidea Giesbrecht, 1910
            - Familia Alainosquillidae Moosa, 1991
            - Familia Gonodactylidae Giesbrecht, 1910
            - Familia Hemisquillidae Manning, 1980
            - Familia Odontodactylidae Manning, 1980
            - Familia Protosquillidae Manning, 1980
            - Familia Pseudosquillidae Manning, 1977
            - Familia Takuidae Manning, 1995

          - Superfamilia Lysiosquilloidea Giesbrecht, 1910
            - Familia Coronididae Manning, 1980
            - Familia Lysiosquillidae Giesbrecht, 1910
            - Familia Nannosquillidae Manning, 1980
            - Familia Tetrasquillidae Manning & Camp, 1993

          - Superfamilia Parasquilloidea Manning, 1995
          - Superfamilia Squilloidea Latreille, 1802
            - Familia Squillidae Latreille, 1802

    - Subclassis Phyllocarida Packard, 1879
      - Ordo Archaeostraca Claus, 1888 †
        - Subordo Archaeostraca incertae sedis †
          - Genus Arenosicaris Collette & Hagadorn, 2010 †

        - Subordo Caryocaridina Collette & Hagadorn, 2010 †
          - Familia Caryocarididae Racheboeuf, Vannier & Ortega, 2000 †

        - Subordo Ceratiocaridina Clarke in Zittel, 1900 †
          - Familia Ceratiocarididae Salter, 1860 †

        - Subordo Echinocaridina Clarke in Zittel, 1900 †
          - Familia Aristozoidae Gürich, 1929 †
          - Familia Echinocarididae Clarke in Zittel, 1900 †
          - Familia Echinocaridina incertae sedis †
          - Familia Ptychocarididae Rode & Lieberman, 2002 †

        - Subordo Palaeopemphida Feldmann, Garassino & Schweitzer, 2004 †
          - Familia Palaeopemphidae Feldmann, Garassino & Schweitzer, 2004 †

        - Subordo Pephricaridina Van Straelen, 1933 †
          - Familia Ohiocarididae Rolfe, 1962 †
          - Familia Pephricarididae Van Straelen, 1933 †

        - Subordo Rhinocaridina Clarke in Zittel, 1900 †
          - Familia Rhinocarididae Hall & Clarke, 1888 †

      - Ordo Canadaspidida Novozhilov, 1960 †
        - Familia Canadaspididae Novozhilov, 1960 †
        - Familia Perspicarididae Briggs, 1978 †

      - Ordo Hoplostraca Schram, 1973 †
      - Ordo Hymenostraca Rolfe, 1969 †
        - Familia Hymenocarididae Haeckel, 1896 †

      - Ordo Leptostraca Claus, 1880
        - Genus Cascolus Siveter, Briggs, Siveter, Sutton & Legg, 2017 †
        - Subordo Nebaliacea Calman, 1904
          - Familia Nebaliidae Samouelle, 1819
          - Familia Nebaliopsididae Hessler, 1984
          - Familia Paranebaliidae Walker-Smith & Poore, 2001
          - Familia Rhabdouraeidae Schram & Malzahn, 1984 †

      - Genus Nothozoe Barrande, 1872 †
- D Superclassis Oligostraca Zrzavý, Hypša & Vlášková, 1997
  - Classis Ichthyostraca Zrzavý, Hypša & Vlášková, 1997
    - Subclassis Branchiura Thorell, 1864
      - Ordo Arguloida Yamaguti, 1963
        - Superfamilia Arguloidea Yamaguti, 1963
          - Familia Argulidae Leach, 1819

    - Subclassis Pentastomida Diesing, 1836
      - Ordo Cephalobaenida Heymons, 1935
        - Familia Cephalobaenidae Heymons, 1922

      - Ordo Porocephalida Heymons, 1935
        - Superfamilia Linguatuloidea Haldeman, 1851
          - Familia Linguatulidae Haldeman, 1851
          - Familia Subtriquetridae Fain, 1961

        - Superfamilia Porocephaloidea Sambon, 1922
          - Familia Porocephalidae Sambon, 1922
          - Familia Sebekidae Sambon, 1922

      - Ordo Raillietiellida Almeida & Christoffersen, 1999
        - Familia Raillietiellidae Sambon, 1922

      - Ordo Reighardiida Almeida & Christoffersen, 1999
        - Familia Reighardiidae Heymons, 1926

  - Subclassis Mystacocarida Pennak & Zinn, 1943
    - Ordo Mystacocaridida Pennak & Zinn, 1943
      - Familia Derocheilocarididae Pennak & Zinn, 1943

  - Classis Ostracoda Latreille, 1802
    - Subclassis Archaeocopa †
    - Subclassis Metacopa Sylvester-Bradley, 1961 †
      - Familia Bufinidae Sohn & Stover, 1961 †
      - Familia Healdiidae Harlton, 1933 †
      - Familia Krausellidae Berdan in Benson et al., 1961 †
      - Superfamilia Quasillitacea Coryell & Malkin †
      - Familia Quasillitidae Coryell & Malkin, 1936 †
      - Familia Ropolonellidae Coryell & Malkin, 1936 †
      - Familia Thlipsuridae Ulrich, 1894 †

    - Subclassis Myodocopa G.O. Sars, 1866
      - Superfamilia Cypridinelliformacea Kornicker & Sohn, 2000 †
        - Familia Cypridinelliformidae Kornicker & Sohn, 2000 †

      - Superfamilia Entomoconchacea Sylvester-Bradley, 1953 †
        - Familia Cyprosinidae Whidborne, 1890 †
        - Familia Entomoconchidae Brady, 1868 †

      - Superfamilia Entomozoacea Pribyl, 1950 †
        - Familia Entomozoidae Pribyl, 1951 †
        - Familia Rhomboentomozoidae Gruendel, 1962 †

      - Ordo Halocyprida Dana, 1853
        - Subordo Cladocopina Sars, 1865
          - Superfamilia Polycopoidea Sars, 1865
            - Familia Polycopidae Sars, 1865
            - Familia Quasipolycopidae Jones, 1995 †

        - Subordo Halocypridina Dana, 1853
          - Superfamilia Halocypridoidea Dana, 1853
            - Familia Deeveyidae Kornicker & Iliffe, 1985
            - Familia Halocyprididae Dana, 1853

          - Superfamilia Thaumatocypridoidea Müller, 1906
            - Familia Thaumatocyprididae Müller, 1906

      - Ordo Myodocopida Sars, 1866
        - Subordo Entomozocopina Gründel, 1969 †
        - Genus Luprisca Siveter, Tanaka, Farrell, Martin, Siveter & Briggs, 2014 †
        - Subordo Myodocopina Sars, 1866
          - Superfamilia Cylindroleberidoidea Müller, 1906
            - Familia Cylindroleberididae Müller, 1906

          - Superfamilia Cypridinoidea Baird, 1850
            - Familia Cypridinidae Baird, 1850

          - Superfamilia Nymphatelinoidea Siveter, Siveter, Sutton & Briggs, 2007 †
            - Familia Nymphatelinidae Siveter, Siveter, Sutton & Briggs, 2007 †

          - Superfamilia Sarsielloidea Brady & Norman, 1896
            - Genus Hamaroconcha Olempska & Belka, 2010 †
            - Familia Philomedidae Müller, 1906
            - Familia Rutidermatidae Brady & Norman, 1896
            - Familia Sarsiellidae Brady & Norman, 1896

        - Subordo Paleomyodocopina Kornicker & Sohn, 2000 †

      - Superfamilia Nodophilomedoidea Kornicker & Sohn, 2000 †
        - Familia Nodophilomedidae Kornicker & Sohn, 2000 †

      - Familia Swainellidae Kornicker & Sohn, 2000 †

    - Subclassis Palaeocopa Henningsmoen, 1953
      - Familia Aechminellidae Sohn in Moore, 1961 †
      - Familia Aechminidae Boucek, 1936 †
      - Infraclassis Aparchitacea †
      - Familia Aparchitidae Jones, 1901 †
      - Superfamilia Beyrichiacea Matthew, 1886 †
        - Familia Beyrichiidae Jones, 1894 †
        - Familia Beyrichiopsidae Henningsmoen, 1953 †
        - Familia Craspedobolbinidae Martinsson, 1962 †
        - Familia Fallaticellidae †
        - Familia Kloedeniidae Ulrich & Bassler, 1923 †
        - Familia Treposellidae Henningsmoen, 1954 †

      - Familia Bodzentiidae †
      - Familia Bolbinidae Ivanova †
      - Familia Bolliidae Boucek, 1936 †
      - Familia Bubnoffiopsidae †
      - Familia Cardiniferellidae †
      - Genus Chamishaella Sohn, 1971 †
      - Familia Cherskiellidae †
      - Familia Circulinidae Neckaja, 1966 †
      - Familia Clavofabellinidae †
      - Familia Ctenonotellidae Schmidt, 1941 †
      - Familia Dolborellidae †
      - Superfamilia Drepanellacea †
        - Familia Neoulrichiidae †

      - Familia Drepanellidae Ulrich & Bassler, 1923 †
      - Familia Egorovellidae †
      - Infraclassis Eridostraca Adamczak, 1961 †
        - Familia Conchoprimitiidae Henningsmoen, 1953 †
        - Superfamilia Cryptophyllidae Adamczak, 1961 †
          - Genus Cryptophyllus Levinson, 1951 †

        - Superfamilia Eridoconchidae Henningsmoen, 1953 †

      - Familia Euprimitiidae †
      - Familia Eurychilinidae †
      - Familia Glanditidae †
      - Familia Graviidae Polenova, 1952 †
      - Familia Hatangeidae †
      - Familia Hithidae Schallreuter †
      - Familia Hollinellidae Bless & Jordan, 1971 †
      - Familia Hollinidae Schwartz, 1936 †
      - Familia Imangditidae †
      - Familia Jaanussonidae †
      - Familia Kielcellidae †
      - Superfamilia Kirkbyacea Ulrich & Bassler, 1906 †
        - Genus Amphissella Stover, 1956 †
        - Familia Amphissitidae Knight, 1928 †
        - Familia Arcyzonidae †
        - Familia Kellettinidae Sohn, 1954 †
        - Familia Kirkbyidae Ulrich & Bassler, 1906 †

      - Familia Kirkbyellidae Sohn, 1961 †
      - Infraclassis Leiocopa †
        - Ordo Leiocopida †
          - Subordo Leiocopina †

      - Infraclassis Leperditicopa †
      - Familia Limbatulidae †
      - Familia Lysogorellidae †
      - Familia Neodrepanellidae †
      - Familia Nodellidae Zaspelova, 1952 †
      - Familia Oepikellidae Jaanusson, 1957 †
      - Familia Oepikiidae Jaanusson, 1957 †
      - Familia Orcofabellidae †
      - Ordo Palaeocopida Henningsmoen, 1953 †
        - Subordo Binodicopina †
        - Subordo Kirkbyicopina †
        - Subordo Nodellocopina †
        - Subordo Palaeocopina Henningsmoen, 1953 †

      - Familia Paraparchitidae Scott, 1959 †
      - Familia Parapribylitidae †
      - Familia Perprimitidae †
      - Familia Polenovulidae Martinsson, 1960 †
      - Familia Primitiopsidae Schwartz, 1936 †
      - Superfamilia Puncioidea Hornibrook, 1949
        - Familia Coronakirkbyidae Kozur, 1985 †
        - Familia Punciidae Hornibrook, 1949

      - Familia Quadrijugatoridae †
      - Familia Richinidae †
      - Familia Saipanettidae McKenzie, 1967
      - Familia Sarvinidae Schallreuter, 1966 †
      - Familia Schmidtellidae †
      - Familia Scrobiculidae Posner, 1951 †
      - Genus Shishaella Sohn, 1971 †
      - Genus Shivaella Sohn, 1971 †
      - Familia Sigilliidae Mandelstam, 1960 †
      - Subordo Sigilliocopina Martens, 1992
      - Familia Soanellidae †
      - Familia Spinigeritidae Schallreuter, 1980 †
      - Familia Sulcacellidae †
      - Familia Sulcaticellidae †
      - Familia Tetradellidae Swartz, 1936 †
      - Familia Tetrasacculidae †
      - Familia Tribolbinidae †
      - Familia Tricorninidae Blumenstengel, 1965 †
      - Familia Triemilomatellidae †
      - Familia Tvaerenellidae Jaanusson, 1957 †
      - Familia Urftellidae †
      - Familia Ventrigyridae †
      - Familia Venzavellidae †

    - Subclassis Platycopa Sars, 1866
      - Familia Cavellinidae Egorov, 1950 †
      - Familia Gotlandellidae Sarv, 1978 †
      - Familia Indivisiidae Egorov, 1954 †
      - Familia Kloedcytherellidae Kozur, 1985 †
      - Superfamilia Kloedenellacea Ulrich & Bassler, 1908 †
      - Familia Kloedenellidae Ulrich & Bassler, 1908 †
      - Familia Kloedenellitinidae Abushik, 1990 †
      - Familia Knoxitidae Egorov, 1950 †
      - Superfamilia Leperditelloidea Ulrich & Bassler, 1906 †
      - Familia Lichwiniidae Posner, 1950 †
      - Familia Miltonellidae <small>Sohn, 1950 †
      - Familia Monotiopleuridae Guber & Jaanusson, 1964 †
      - Ordo Platycopina G.O. Sars, 1866
        - Superfamilia Cytherelloidea G.O. Sars, 1866
          - Familia Cytherellidae Sars, 1866

      - Familia Serenididae Rozhdesvenskaya, 1972 †

    - Subclassis Podocopa G.O. Sars, 1866
      - Familia Bairdiocyprididae Shaver, 1961 †
      - Family Gerodiidae Gruendel, 1962 †
      - Ordo Metacopida Sylvester-Bradley, 1961 †
        - Subordo Metacopina Sylvester-Bradley, 1961 †

      - Family Pachydomellidae Berdan & Sohn, 1961 †
      - Ordo Podocopida G.O. Sars, 1866
        - Subordo Bairdiocopina Gründel, 1967
          - Familia Bairdiocopina incertae sedis
          - Superfamilia Bairdioidea Sars, 1865
            - Familia Acratiidae Gruendel, 1962 †
            - Familia Bairdiidae Sars, 1865
            - Familia Bythocyprididae Maddocks, 1969
            - Familia Geroiidae Gruendel, 1962 †
            - Familia Microcheilinellidae Gramm, 1975 †
            - Familia Pussellidae Danielopol in Maddocks, 1976

          - Infraordo Rishonidae †
            - Genus Rishona Sohn, 1960 †

        - Subordo Cypridocopina Jones, 1901
          - Superfamilia Cypridoidea Baird, 1845
            - Familia Candonidae Kaufmann, 1900
            - Familia Cyprideidae Martin, 1940 †
            - Familia Cyprididae Baird, 1845
            - Familia Ilyocyprididae Kaufmann, 1900
            - Familia Notodromadidae Kaufmann, 1900
            - Genus Schneideria Kotschetkova, 1960 †
            - Familia Trapezoidellidae Sohn, 1979 †

          - Superfamilia Macrocypridoidea Müller, 1912
            - Familia Macrocyprididae Müller, 1912

          - Superfamilia Pontocypridoidea Müller, 1894
            - Familia Pontocyprididae Müller, 1894

        - Subordo Cytherocopina Baird, 1850
          - Superfamilia Cytheroidea Baird, 1850
            - Familia Australocytherideidae Hartmann, 1980
            - Familia Berounellidae Sohn & Berdan, 1960 †
            - Familia Bythocytheridae Sars, 1866
            - Familia Cobanocytheridae Schornikov, 1975
            - Familia Collisarborisidae Neale, 1975 †
            - Familia Cuneocytheridae Mandelstam, 1959
            - Familia Cushmanideidae Puri, 1974 in Hartmann & Puri, 1974
            - Familia Cytheralisonidae Jellinek & Swanson, 2003
            - Familia Cytherettidae Triebel, 1952
            - Familia Cytheridae Baird, 1850
            - Familia Cytherideidae Sars, 1925
            - Familia Cytherissinellidae Kashevarova, 1958 †
            - Familia Cytheroidea incertae sedis
            - Familia Cytheromatidae Elofson, 1939
            - Familia Cytheruridae Müller, 1894
            - Familia Editiidae Knuepfer, 1967 †
            - Familia Entocytheridae Hoff, 1942
            - Familia Eucytheridae Puri, 1954
            - Genus Flexuocythere Ciampo, 1986 †
            - Familia Hemicytheridae Puri, 1953
            - Familia Keysercytheridae Karanovic & Brandão, 2015
            - Familia Kliellidae Schäfer, 1945
            - Familia Krithidae Mandelstam, 1958
            - Familia Leptocytheridae Hanai, 1957
            - Familia Limnocytheridae Klie, 1938
            - Familia Loxoconchidae Sars, 1925
            - Familia Microcytheridae Klie, 1938
            - Familia Neocytheridae Wilkinson, 1988 †
            - Familia Neocytherideididae Puri, 1957
            - Familia Osticytheridae Hartmann, 1980
            - Familia Paracytheridae Puri, 1974
            - Familia Paracytherideidae Puri, 1957
            - Familia Paradoxostomatidae Brady & Norman, 1889
            - Familia Parvocytheridae Hartmann, 1959
            - Familia Pectocytheridae Hanai, 1957
            - Familia Progonocytheridae Sylvester-Bradley, 1948
            - Familia Protocytheridae Ljubimova, 1956
            - Familia Psammocytheridae Klie, 1938
            - Familia Saididae Aranki, McKenzie, Reyment & Reyment, 1992
            - Familia Schizocytheridae Howe, 1961
            - Familia Schulerideidae Mandelstam, 1959 †
            - Familia Speluncellidae Schneider, 1960 †
            - Familia Thaerocytheridae Hazel, 1967
            - Familia Trachyleberididae Sylvester-Bradley, 1948
            - Familia Tricornidae Blumenstengel, 1965 †
            - Familia Xestoleberididae Sars, 1928

          - Superfamilia Terrestricytheroidea Schornikov, 1969
            - Familia Terrestricytheridae Schornikov, 1969

        - Subordo Darwinulocopina Sohn, 1988
          - Superfamilia Darwinuloidea Brady & Norman, 1889
            - Family Darwinulidae Brady & Robertson, 1885

        - Subordo Podocopina G.O. Sars, 1866

      - Familia Rectellidae Neckaya, 1966 †
      - Familia Rectonariidae Gruendel, 1962 †
- E Classis Remipedia Yager, 1981
  - Ordo Enantiopoda †
    - Familia Tesnusocarididae Brooks, 1955 †

  - Ordo Nectiopoda
    - Familia Cryptocorynetidae Hoenemann, Neiber, Schram & Koenemann in Hoenemann, Neiber, Humphreys, Iliffe, Li, Schram & Koenemann, 2013
    - Familia Godzilliidae Schram, Yager & Emerson, 1986
    - Familia Kumongidae Hoenemann, Neiber, Schram & Koenemann in Hoenemann, Neiber, Humphreys, Iliffe, Li, Schram & Koenemann, 2013
    - Familia Micropacteridae Koenemann, Iliffe & van der Ham, 2007
    - Familia Morlockiidae García-Valdecasas, 1984
    - Familia Pleomothridae Hoenemann, Neiber, Schram & Koenemann in Hoenemann, Neiber, Humphreys, Iliffe, Li, Schram & Koenemann, 2013
    - Familia Speleonectidae Yager, 1981
    - Familia Xibalbanidae Olesen, Meland, Glenner, van Hengstum & Iliffe, 2017
- Maxillopoda nije prihvaćeno

## Podaci o rakovima
- Sjevernoatlanski jastog (Homarus americanus) i rak pljačkaš (Birgus latro) mogu živjeti dulje od 50 godina.
- Babure su jedini rakovi koji su se uspješno prilagodili životu na kopnu.
- Jato svjetlara može pokriti površinu od 440 četvornih kilometara i težiti više od milijun tona.
- Jedna vrsta račića, pankarid, nađena je samo u jednoj maloj bari u Tunisu.